# 陈雁
陈雁（1920年—？），男，江苏常熟人，中国控制工程技术专家，曾任第七机械工业部第一研究院地地导弹控制系统电子仪器设备厂厂长兼总工程师。